# Maxillaria milenae
Maxillaria milenae är en orkidéart som beskrevs av Vitorino Paiva Castro och Guy Robert Chiron. Maxillaria milenae ingår i släktet Maxillaria och familjen orkidéer. Inga underarter finns listade i Catalogue of Life.